# Château de Dillenbourg

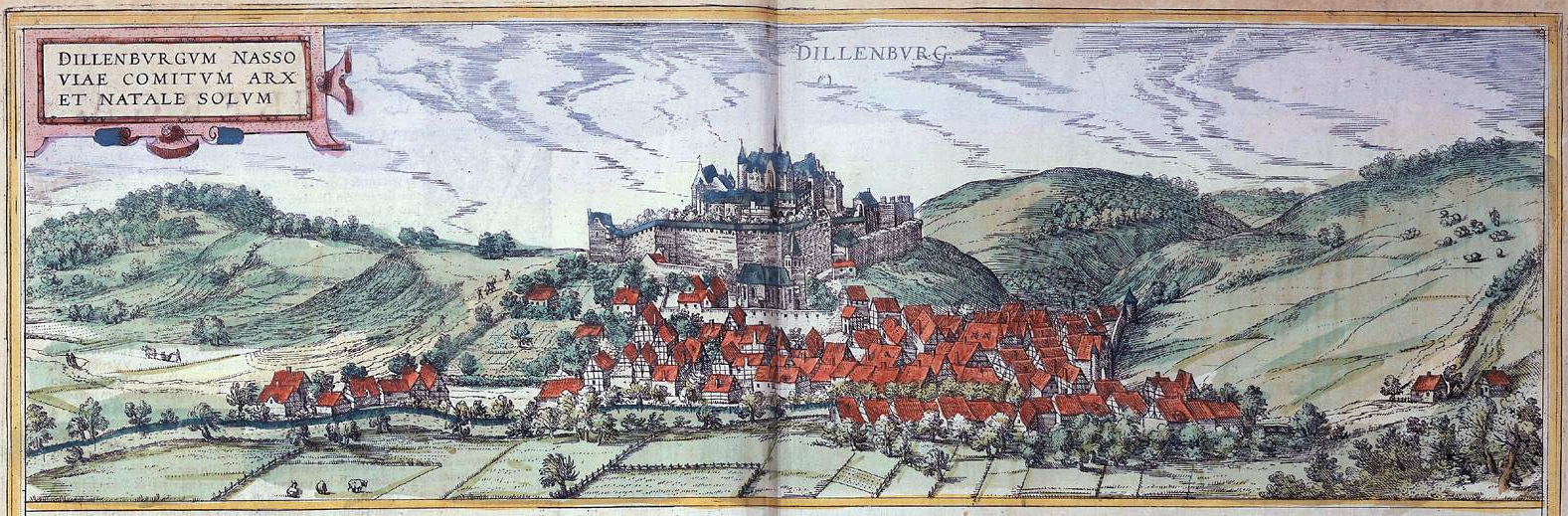
Dillenbourg en 1575, Le vieux château au sommet de la colline.

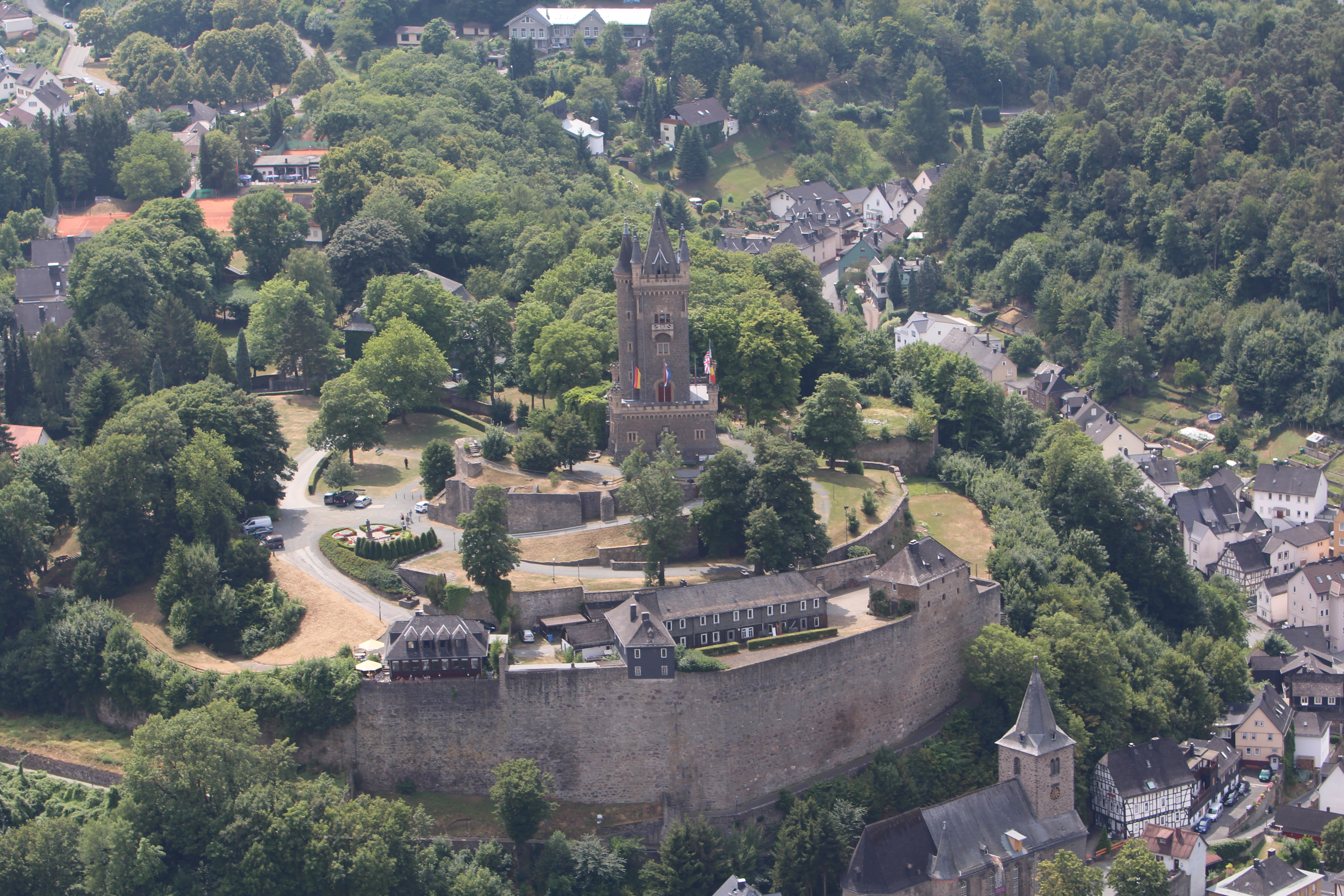
Vue de la colline sur la rivière Dill et la tour-donjon.

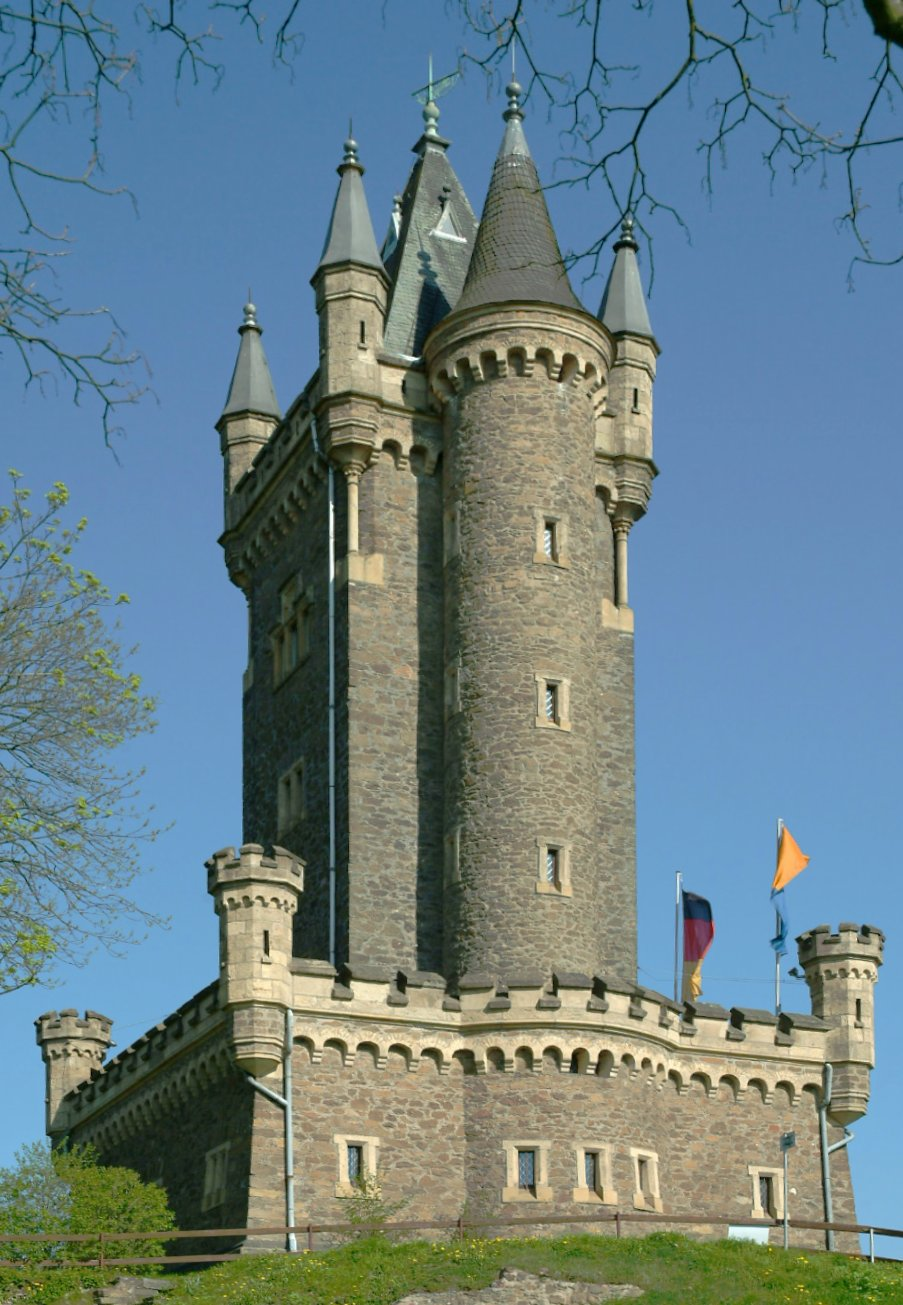
La tour-donjon Wilhelmsturm.

Le château de Dillenbourg ou Dillenburg, dans la ville provinciale de Dillenburg en Hesse-Nassau, est situé sur une colline à une latitude d'environ 300 mètres au-dessus de la rivière Dill, à 40 km au nord-ouest de Gießen. 

## Présentation
Le bâtiment principal de l'ancien château a été déconstruit en 1760 après avoir subi des tirs de canons pendant la guerre de Sept Ans. Aujourd'hui, la colline au-dessus de la ville possède encore les ruines des fortifications du XVIIe siècle de l'ancien schloss Dillenburg, mais il ne reste presque rien des fortifications d'origine, qui étaient pour la plupart en bois.

## Histoire
Le château a été édifié par le comte  Henri II de Nassau, vers l'an 1240. Il est devenu plus tard le lieu de naissance du prince Guillaume Ier d'Orange-Nassau  en 1533.
Madeleine de Nassau-Dillenbourg (15 décembre 1547, fille de Guillaume de Nassau-Dillenbourg et de sa seconde épouse, Julienne de Stolberg, naquit au Château de Dillenburg. Madeleine était une sœur de Guillaume le taciturne.
En 1571, le père du peintre Rubens, Jan Rubens, fut emprisonné dans ce château, en raison de sa relation avec Anne de Saxe, seconde épouse de Guillaume d'Orange avec qui il a une fille, Christine von Diez (que Guillaume ne reconnaîtra pas), née le 22 août 1571. Jan Rubens ne fut libéré qu'en 1573 grâce à l'intervention de sa femme.
En 1872, la princesse Marianne d'Orange-Nassau, fille du roi Guillaume Ier (roi des Pays-Bas), a contribué au financement de la création d'une nouvelle tour de guet, Wilhelmsturm. Ce donjon abrite également le musée Oranje-Nassaumuseum. Le musée commémore Guillaume Ier d'Orange-Nassau qui a comploté sa rébellion contre les Pays-Bas espagnols depuis ce lieu. La tour est un point de repère de la région ainsi qu'un repaire sur la route d'Orange et de Rothaarsteig.

## Sources
1. ↑  Mad Princes of Renaissance Germany, p. 58 sur Google Livres